# Zabytaja melodija dlja flejty
Zabytaja melodija dlja flejty (Забытая мелодия для флейты) è un film del 1987 diretto da Ėl'dar Aleksandrovič Rjazanov.

## Trama
Il film racconta il boss di 39 anni Leonid Filimonov, che ha avuto un attacco di cuore, a seguito del quale ha incontrato un'infermiera di cui si è innamorato.